# Cientisme
El cientisme, conegut també com a cientificisme o cientifisme, és la pretensió que totes les ciències, naturals i socials, haurien de basar-se en el mètode científic, tal com s'aplica en les ciències experimentals. Coincideix en part amb els postulats del positivisme.
En un sentit pejoratiu, es refereix a una imitació servil de l'estil i els mètodes propis de les ciències de la natura, feta en l'àmbit de les ciències humanes; com si a aquestes se'ls exigís aquest servilisme, sota pena de no ser científiques. L'aspecte de científica, o el sotmetiment a la temàtica científica, se li exigeix en especial, en aquest context, a la filosofia.
Parteix del supòsit que no hi ha un autèntic coneixement fora de la ciència i que aquesta és l'única via per acostar-se a la veritat. Sol sorgir d'un racionalisme excessiu que intenta explicar tota la realitat des dels supòsits de la ciència.